# Vivo X50
Vivo X50 — модельний ряд смартфонів, розроблених компанією Vivo, що входять у серію X. Лінія складається з Vivo X50, X50 5G, X50 Pro та X50 Pro+. Vivo X50 був представлений 7 червня 2020 року, а всі інші моделі — 1 червня того ж року.
В деяких країнах продається модель Vivo X51, що є перейменованим Vivo X50 Pro.
В Україні офіційно продаються тільки Vivo X50 та X50 Pro, що були представлені 17 липня 2020 року.

## Дизайн
Екран виконаний зі скла. Задня панель виконана зі скла або з еко-шкіри у X50 Pro+ в коричневому варіанті кольору. Бокова частина виконана з алюмінію.
Знизу розташований роз'єм USB-C, динамік, мікрофон та слот під 2 SIM-картки. Зверху розташований другий мікрофон. З правого боку розміщені кнопки регулювання гучності кнопка блокування смартфону.
В Україні Vivo X50 продається в 2 кольорах: глянцевий чорний та морозний синій.
Vivo X50 5G продається в 2 кольорах: глянцевий чорний, морозний синій та рожевий.
В Україні Vivo X50 Pro продається в кольорі альфа-сірий. Також смартфон існує в блакитному кольорі.
Vivo X50 Pro+ продається в 2 кольорах: чорному та коричневому.

## Технічні характеристики

### Платформа
Vivo X50 отримав процесор Qualcomm Snapdragon 730 та графічний процесор Adreno 618.
Vivo X50 5G та X50 Pro отримали процесор Qualcomm Snapdragon 765G та графічний процесор Adreno 620.
Vivo X50 Pro+ отримав процесор Qualcomm Snapdragon 865 та графічний процесор Adreno 650.

### Батарея
X50 та X50 5G отримали акумулятор об'ємом 4200 мАг та підтримку швидкої зарядки на 33 Вт.
X50 Pro отримали акумулятор об'ємом 4315 мАг та підтримку швидкої зарядки на 33 Вт.
X50 та X50 Pro отримали акумулятор об'ємом 4350 мАг та підтримку швидкої зарядки на 44 Вт.

### Опреативна пам'ять
Смартфон оснащений 8192 мб оперативної пам'яті (RAM).

### Камери
X50 та X50 5G отримали основну квадро камеру 48 Мп, f/1.9 (ширококутний) + 13 Мп, f/2.5 (портретний) з 2x оптичним зумом + 8 Мп, f/2.2 (ультраширококутний) + 5 Мп, f/2.5 (макро) з фазовим автофокусом, оптичною стабілізацією та здатністю запису відео в роздільній здатності 4K@30fps.
X50 Pro отримав основну квадро камеру 48 Мп, f/1.6 (ширококутний) + 8 Мп, f/3.4 (перископічний телеоб'єктив) з 5x оптичним та 60x цифровим зумом  + 13 Мп, f/2.5 (портретний) з 2x оптичним зумом + 8 Мп, f/2.2 (ультраширококутний) з фазовим автофокусом, карданно-подібною оптичною стабілізацією та здатністю запису відео в роздільній здатності 4K@30fps.
X50 Pro+ отримав основну квадро камеру 50 Мп, f/1.9 (ширококутний) + 13 Мп, f/3.0 (перископічний телеоб'єктив) з 5x оптичним зумом  + 32 Мп, f/2.1 (телеоб'єктив) з 2x оптичним зумом + 13 Мп, f/2.2 (ультраширококутний) з фазовим автофокусом, оптичною стабілізацією та здатністю запису відео в роздільній здатності 4K@30fps.
Фронтальна камера усіх моделей отримала роздільність 32 Мп, світлосилу f/2.5 (ширококутний) та здатність запису відео у роздільній здатності 1080p@30fps.

### Екран
Екран AMOLED, 6.56", FullHD+ (2376 x 1080) зі щільністю пікселів 398 ppi, співвідношенням сторін 19.8:9 та круглим вирізом під фронтальну камеру, що розміщена зверху в лівому кутку.
X50 Pro+ отримав частоту оновлення дисплею 120 Гц, а всі інші моделі — 90 Гц.

### Пам'ять
Vivo X50, X50 5G та X50 Pro продаються в комплектаціях 8/128 та 8/256 ГБ. В Україні X50 доступний тільки в версії 8/128 ГБ, а X50 Pro — 8/256 ГБ.
Vivo X51 продається в комплектації 8/256 ГБ.
Vivo X50 Pro+ продається в комплектаціях 8/128, 8/256 та 12/256 ГБ.

### Програмне забезпечення
Смартфони були випущені на FuntouchOS 10.5 на базі Android 10.